# 文公 (春秋魯)
文公（ぶんこう）は、魯の第20代君主。名は興。僖公の子で、僖公の後を受けて魯国の君主となった。在位18年。